# Cryptodoryctes turneri
Cryptodoryctes turneri (лат.) — вид паразитических наездников из семейства браконид (Braconidae). Эндемик Южной Африки. Вид назван в честь Р. Тарнера (R. E. Turner), нашедшего его в 1923 году.

## Описание
Длина самки 6,8—8,3 мм (самца — 5,4 мм). Голова и грудка в основном желтовато-коричневые (лоб более тёмный); брюшко — светло-коричневое; ноги — жёлтые. Усики почти чёрные, тонкие, нитевидые, 48-члениковые. Нижнечелюстные щупики состоят из 6 члеников, а нижнегубные — из 4. Голова субкубическая, немного шире своей длины. Скапус усика короткий и широкий (в 1,5 раза длиннее своей максимальной ширины) без апикального утолщения. Нотаули гладкие, глубокие в передней половине. Скутеллюм слабо выпуклый. Длина передних крыльев самок 6,2—7,0 мм (у самцов — 5 мм). Птеростигма широкая (в 4—5 раз длиннее своей ширины). Шпоры развиты на всех ногах. Задние тазики без дорзального зубца. На втором тергите есть латеральные вдавления. Вид был впервые описан в 2000 году российским гименоптерологом Сергеем Белокобыльским (ЗИН РАН, Санкт-Петербург) и английским энтомологом Дональдом Куике (Лондон) вместе с видами Antidoryctes pronotalis, Chelonodoryctes inopinatus, Hemispathius polystenoides и Synspilus nitidus.